# Chalki
Chalki (druhý pád Chalkis) (řecky Χάλκη) je řecký ostrov v souostroví Dodekany, který leží na východě Egejského moře nedaleko pobřeží Malé Asie. Spolu s blízkým ostrovem Alimia a dalšími dvanácti neobydlenými ostrůvky tvoří stejnojmennou obec. Ostrov Chalki má rozlohu 28 km² a obec 37,04 km². Nachází se 9 km západně od Rhodu. Obec je součástí regionální jednotky Rhodos v kraji Jižní Egeis.

## Obyvatelstvo
V roce 2011 žilo v obci 478 obyvatel, přičemž všichni obývali hlavní město Chalki. Celý ostrov tvoří jednu obec, která se nečlení na obecní jednotky a komunity a skládá se přímo ze dvou sídel, z nichž jen jedno je obydlené. V závorkách je uveden počet obyvatel jednotlivých sídel.
- obec, obecní jednotka a komunita Chalki (478)
  - sídla na hlavním ostrově — Chalki (478), Chorio (0) - neobydlené ostrůvky — Agios Theodoros (0), Alimia (0), Kato Prasouda (0), Kolofonas (0), Krevatia (0), Maelonisi (0), Makri (0), Nipouri (0), Pano Prasouda (0), Strogilli (0), Sfura (0), Tragouda (0), Tsouka (0).

## Města a pláže
Hlavním městem ostrova Chalki je stejnojmenné přístavní město Halki (či Chalki, nazývané také Emporio). Halki je jediným trvale obydleným městem (či spíše obcí) na ostrově. Na ostrově se nachází také starobylá vesnička Chorio, dnes již neobydlená. Kromě nich míří turisté na ostrov Chalki také za zdejšími plážemi.
- hlavní město Chalki (Emporio) - přístavní město s krásnou architekturou, kostel Agios Nikolaos
- starobylá vesnice Chorio - původně hlavní osídlení na ostrově, dnes je již vesnička opuštěná, ale na kopci nad ní se nacházejí pozůstatky tamního středověkého hradu
- pláže - většinou oblázkové až kamenité, oblíbené jsou např. pláž Potamos, pláž Kania, pláž Ftenagia, pláž Trachea či pláž Yali